# Champs-Élysées – Clemenceau metróállomás
A Champs-Élysées – Clemenceau egy föld alatti metróállomás Franciaországban, Párizsban a párizsi metró 1-es és 13-as vonalán. Tulajdonosa és üzemeltetője a RATP.

## Nevezetességek a közelben
- Palais de l’Élysée,
- Théâtre Marigny,
- Grand Palais des Champs-Élysées,
- Palais de la découverte

## Metróvonalak
Az állomást az alábbi metróvonalak érintik:
- 1-es metróvonal
- 13-as metróvonal

## Kapcsolódó állomások
A metróállomáshoz az alábbi állomások vannak a legközelebb:
- Franklin D. Roosevelt (La Défense, 1-es metróvonal)
- Concorde (Château de Vincennes, 1-es metróvonal)
- Miromesnil (Les Courtilles, Saint-Denis – Université, 13-as metróvonal)
- Invalides (Châtillon - Montrouge, 13-as metróvonal)